# Steve Cooper (Fußballspieler, 1979)
Steve Cooper (* 10. Dezember 1979) ist ein walisischer Fußballtrainer und ehemaliger -spieler. Mit der englischen U-17-Nationalmannschaft gewann er den Titel bei der U-17-Fußball-Weltmeisterschaft 2017. Bis Dezember 2023 trainierte er den englischen Verein Nottingham Forest, den er nach 23 Jahren Abwesenheit wieder in die Premier League geführt hatte. Zuletzt trainierte er für 5 Monate den englischen Erstligisten Leicester City.

## Spielerkarriere
Cooper, Sohn des Fußballschiedsrichters Keith Cooper, begann seine Karriere beim AFC Wrexham, konnte sich dort jedoch nicht durchsetzen. Nach jeweils kurzzeitigen Engagements bei The New Saints FC und Rhyl FC schloss er sich 2000 Bangor City an. Für den Klub lief er in der League of Wales auf und bestritt insgesamt 56 Ligaspiele (2 Tore), parallel forcierte er eine Trainerausbildung. 2002 beendete er seine aktive Laufbahn und kehrte als Jugendtrainer zum AFC Wrexham zurück. 2007 beendete er seine Trainerausbildung mit Erreichen der UEFA-Pro-Lizenz, mit 27 Jahren war er der jüngste, der diesen Grad erreichte.

## Trainerkarriere
Nachdem Cooper zwischen 2008 und 2013 beim FC Liverpool in der Jugendarbeit tätig gewesen war, dabei ab 2011 als Leiter der Nachwuchsakademie, wechselte er 2014 zur Football Association und übernahm das Traineramt bei der U-16-Nationalmannschaft Englands. Ein Jahr später übernahm er die U-17-Auswahl, mit der er im Mai 2016 an der U-17-Fußball-Europameisterschaft 2016 in Aserbaidschan teilnahm. Nach einem zweiten Platz in der Vorrundengruppe hinter Schweden scheiterte er mit seinem Team im Viertelfinale an der spanischen U-17-Auswahl. Bei der ein Jahr später stattgefundenen U-17-Fußball-Europameisterschaft 2017 führte Cooper seine Mannschaft bis in das Endspiel. Erneut erwies sich die spanische U-17-Auswahl als zu stark und setzte sich im Elfmeterschießen gegen England durch. Dabei gehörten Spieler wie Phil Foden, Callum Hudson-Odoi oder Jadon Sancho zur Auswahl. Durch die Finalteilnahme qualifizierte sich England für die im Oktober 2017 durchgeführte U-17-Fußball-Weltmeisterschaft 2017 in Indien. Nach einem souveränen Gruppensieg in der Vorrunde und Erfolgen in der Finalrunde über Japan, die USA und Brasilien zog die englische Auswahl ins Finale ein. Dort wartete erneut die spanische Mannschaft, die nach einem 1:2-Pausenrückstand mit 5:2 bezwungen wurde.
Nach dem Triumph bei der Weltmeisterschaft startete Steve Cooper im Mai 2018 mit hohen Erwartungen in die im eigenen Land stattgefundene U-17-Fußball-Europameisterschaft 2018 und erreichte mit der Mannschaft um Bukayo Saka, Arvin Appiah, James Garner und Xavier Amaechi das Halbfinale. Dort scheiterte das Team im Elfmeterschießen am späteren Titelträger Niederlande. Bei seiner vierten und letzten U-17-Europameisterschaft im Mai 2019 erfolgte das Aus bereits in der Vorrunde der U-17-Fußball-Europameisterschaft 2019 in Irland.
Im Juni 2019 übernahm Cooper sein erstes Engagement im Erwachsenenbereich, als er Nachfolger von Graham Potter als Cheftrainer des in der zweiten englischen Liga spielenden Clubs Swansea City wurde. Steve Cooper führte Swansea in den folgenden beiden Spielzeiten jeweils zur Teilnahme an den Aufstiegs-Play-offs, das Team scheiterte hierbei beide Male am FC Brentford, in der EFL Championship 2019/20 im Halbfinale und in der Saison 2020/21 im Finale. Kurz vor dem Auftakt der Saison 2021/22 verließ er den Klub am 21. Juli 2021 im gegenseitigen Einvernehmen.
Am 21. September 2021 gab der englische Zweitligist Nottingham Forest die Verpflichtung von Steve Cooper als neuem Cheftrainer bekannt. Forest hatte mit lediglich einem Punkt aus den ersten sieben Ligapartien einen sehr schlechten Start in die EFL Championship 2021/22 hingelegt und sich daraufhin von Trainer Chris Hughton getrennt. Unter der Leitung von Cooper wendete sich das Blatt schnell und der Verein kletterte im Saisonverlauf immer weiter die Tabelle herauf. Am vorletzten Spieltag hatte Nottingham im direkten Duell beim AFC Bournemouth sogar die Möglichkeit, auf einen direkten Aufstiegsplatz zu springen. Nach einer 0:1-Niederlage verfehlte Forest diese Möglichkeit, zog jedoch als Tabellenvierter in die Play-offs ein. Für die ausgezeichneten Leistungen seines Teams mit sieben Siegen in acht Spielen erhielt Steve Cooper die Auszeichnung als Trainer des Monats April 2022. Im Halbfinale der Aufstiegs-Play-offs bezwang der Verein nach zwei Partien Sheffield United im Elfmeterschießen und zog damit erstmals seit 30 Jahren wieder in ein Finale in Wembley ein.
Im Finale besiegte Nottingham Forest die Mannschaft von Huddersfield Town vor 80.019 Zuschauern in Wembley mit 1:0 und sicherte sich den Aufstieg in die Premier League 2022/23. Steve Cooper führte den englischen Traditionsverein damit nach 23 Jahren Abwesenheit wieder in die erste Liga, nachdem er ihn als Tabellenletzten der zweiten Liga übernommen hatte. Nach einem umfangreichen Umbau des Aufstiegskaders und einem Fehlstart in die Saison 2022/23 geriet Cooper medial in die Kritik. Am 7. Oktober 2022 reagierte der Verein darauf mit der vorzeitigen Verlängerung seines Vertrages bis 2025. Nach einer nicht zufriedenstellenden Hinrunde in der Premier League 2023/24 und erneuter Abstiegsgefahr wurde Steve Cooper im Dezember 2023 beurlaubt.
Im Sommer 2024 übernahm er den Trainerposten beim Erstligaaufsteiger Leicester City. Am 24. November wurde er nach nur 5 Monaten im Amt auf Platz 16 liegend entlassen.